# كلاوس ديتر زيلوف
كلاوس ديتر زيلوف (بالألمانية: Klaus-Dieter Sieloff)‏ (مواليد 27 فبراير 1942) هو لاعب كرة قدم. يلعب مع منتخب ألمانيا الغربية لكرة القدم. سبق له أن لعب في كأس العالم لكرة القدم مع منتخب بلاده.

## مسيرته الكروية
لعب كلاوس ديتر زيلوف خلال مسيرته الاحترافية مع 3 أندية في ستة عشر موسمًا وسجل خلالها 40 هدف ضمن 347 مباراة. حيث فاز في موسم واحد بالكأس وفي موسمين بالدوري.
خاض كلاوس ديتر زيلوف مسيرته مع نادي شتوتغارت في موسم 1960–61 ليلعب معه تسعة مواسم، مشاركًا في 181 مباراة سجل خلالها 22 هدفًا. ثم انتقل إلى نادي بوروسيا مونشنغلادباخ في موسم 1969–70 ليلعب معه خمسة مواسم، حيث شارك في 123 مباراة سجل خلالها 15 هدفًا. لينتقل بعدها إلى نادي ألمانيا آخن في موسم 1974–75 ولمدة موسمين، مشاركًا في 43 مباراة سجل خلالها 3 أهداف.

## روابط خارجية
- كلاوس ديتر زيلوف على موقع الاتحاد الدولي (مؤرشف)  (الإنجليزية)
- كلاوس ديتر زيلوف على موقع قاعدة بيانات كرة القدم.إي يو (الإنجليزية)
- كلاوس ديتر زيلوف على موقع بيانات كرة القدم. دي إي (الألمانية)
- كلاوس ديتر زيلوف على موقع ناشيونال فوتبول تيمز (الإنجليزية)
- كلاوس ديتر زيلوف على موقع عالم كرة القدم.نت (الإنجليزية)